# Мотин, Михаил Владимирович
Михаил Владимирович Мотин (21 ноября 1922 — 31 октября 2001) — советский автогонщик. Чемпион СССР по кольцевым гонкам (1959).

## Биография
Участник Великой Отечественной войны.
Работал в таксопарке № 7 Москвы. Вместе с Борисом Динерштейном победитель чемпионата СССР по кольцевым автогонкам (1959). В дальнейшем участвовал в соревнованиях самостоятельно, но без побед.